# Monolexis foersteri
Monolexis foersteri är en stekelart som beskrevs av Marshall 1897. Monolexis foersteri ingår i släktet Monolexis och familjen bracksteklar. Inga underarter finns listade i Catalogue of Life.